# Özünlə apar

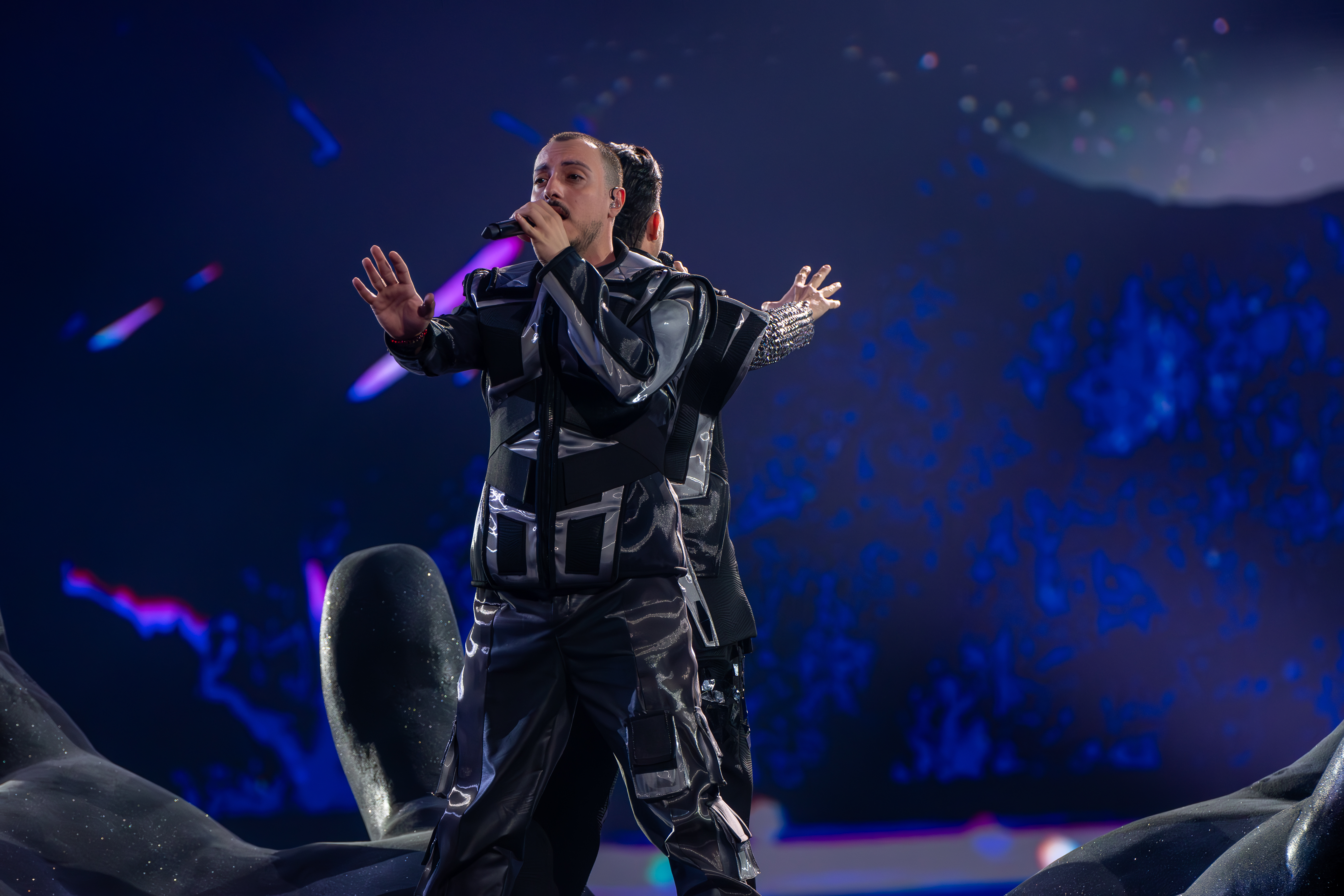
Fahree e İlkin Dövlətov mentre si esibiscono sulle note di Özünlə apar alle prove semifinali dell'Eurovision Song Contest, 6 maggio 2024

Özünlə apar è un singolo del cantante azero Fahree, pubblicato il 15 marzo 2024.
Il brano vede la partecipazione del cantante mugham azero İlkin Dövlətov.

## Descrizione
Il brano è stato scritto e composto da Fahree insieme a Mado Salikh, Edqar Ravin, Həsən Haydər e Mila Miles, e presenta il tradizionale stile di canto mugham eseguito da İlkin Dövlətov. In un'analisi redatta Katie Wilson della testata online Wiwibloggs ha descritto il brano come un resoconto di una "lotta personale e del viaggio verso l'amor proprio e la pace interiore"; affermando inoltre che il brano, dedicato alla compagna di Fahree, parla di come se "la persona giusta" esce per tenergli la mano, tutte le preoccupazioni svaniscono, dimostrando il potere dell'amore di liberare qualcuno dai fardelli emotivi.
Il brano presenta un testo bilingue inglese ed azero, rendendola la prima proposta azera per l'Eurovision Song Contest a presentare nel suo testo la sua lingua madre sin dalla sua prima partecipazione nel 2008.

## Promozione
L'ente radiotelevisivo azero İTV ha annunciato l'intenzione di utilizzare una selezione interna per determinare il rappresentante nazionale all'Eurovision Song Contest 2024, in linea con il sistema usato dal 2015. Il 29 ottobre 2023 si sono svolte le audizioni dal vivo tra le quindici proposte selezionate dall'emittente, scese poi a sei il successivo 6 novembre.
Nonostante le prime notizie secondo cui il trio composto da İlkin Dövlətov, Mila Miles ed Etibar Əsədli e Aisel, che ha già rappresentato la nazione nel 2018, erano le ultime due proposte in gara per la selezione, il 7 marzo 2024 l'emittente İTV ha annunciato ufficialmente la selezione di Fahree come rappresentante nazionale; Özünlə apar, che vede la collaborazione dello stesso Dövlətov, è stato annunciato come loro brano eurovisivo il 15 marzo 2024.

## Tracce
Testi di Fəxri İsmayılov e Mado Salikh, musiche di Fəxri İsmayılov, Edqar Ravin, Həsən Haydər e Mila Miles.
1. Özünlə apar – 3:02